# Rolaandrijving

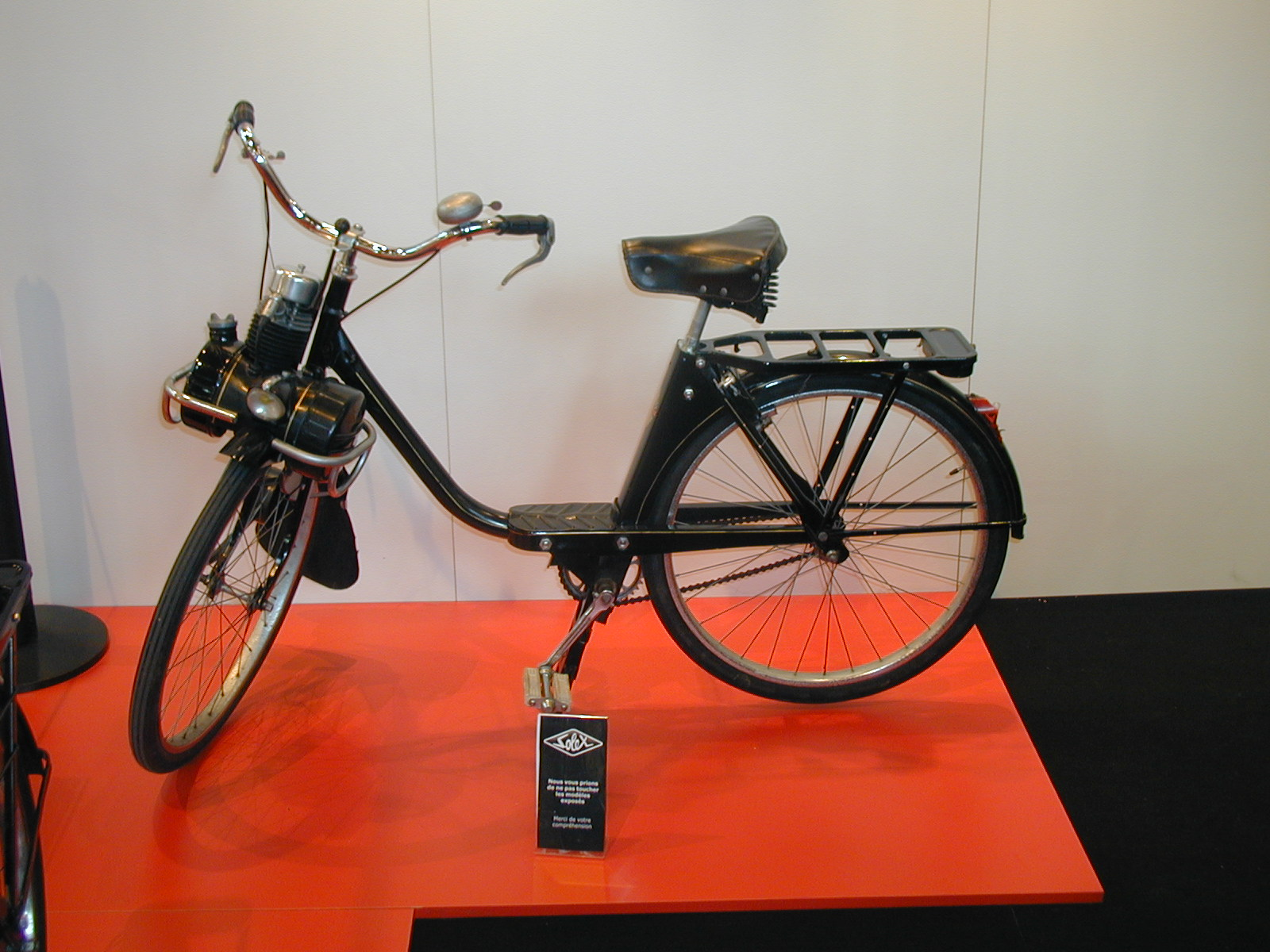
Solex met rolaandrijving

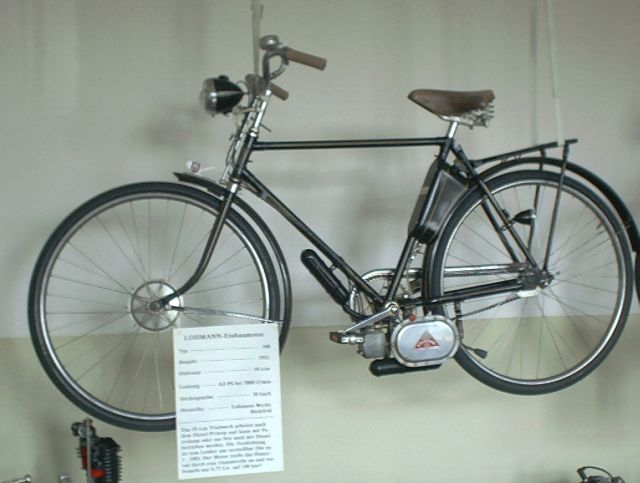
Fiets met een rolaandrijving van Lohmann onder de trapas.

Een rolaandrijving is bij gemotoriseerde voertuigen een vorm van vermogensoverbrenging vanuit het motorblok door middel van een rol die op het loopvlak van een buitenband aangrijpt.
Deze vorm van aandrijving is onder meer aan te treffen bij verschillende soorten eenvoudige bromfietsen. Bijvoorbeeld Solex plaatste het motorblokje boven het voorwiel. Via een hendel kon men bij deze tweewielers het motorblokje met de rol op de voorband laten zakken voor de aandrijving. Andere fabrikanten zoals Lohmann produceerden motorblokjes die bij het achterwiel werden geplaatst en daar het achterwiel aandreven via een rol. 